# ريوتا أوتاكي
ريوتا أوتاكي (باليابانية: 大竹 隆人) (29 يونيو 1988 في ميغورو في اليابان – )؛ هو لاعب كرة قدم ياباني سابق كان يلعب كمدافع.

## وصلات خارجية
- ريوتا أوتاكي على موقع رابطة كرة القدم اليابانية للمحترفين (اليابانية)
- ريوتا أوتاكي على موقع قاعدة بيانات كرة القدم.إي يو (الإنجليزية)
- ريوتا أوتاكي على موقع Soccerway.com (الإنجليزية)